# الصالة الخضراء (الدمام)
الصالة الخضراء بالدمام أو الصالات الرياضية في الدمام هي صالة رياضية مُغلقة مُتعددة الأغراض تقع في مدينة الدمام، بالمنطقة الشرقية في المملكة العربية السعودية. استضافت الصالة في يونيو 2022 مواجهات كأس العرب لكرة الصالات 2022، وعدّة نشاطات أخرى سابقًا.

## الموقع
تقع الصالة في المدينة الرياضية في مدينة الدمام، ضمن مجمع رياضي يضم عدّة ملاعب كرة قدم وملاعب أخرى.

## المناسبات
احتضنت الصالة عدّة مناسبات رياضية وثقافية واجتماعية، ففي 29 نوفمبر 2018 انطلقت على أرض الصالة منافسات بطولة الهيئة العامة للرياضة للألعاب الإلكترونية، وكأس الاتحاد السعودي لكرة قدم الصالات للموسم الرياضي 2020-2021، في نسخته الثالثة في 21 أكتوبر 2021، وفي يونيو 2022 أُقيمت مواجهات كأس العرب لكرة الصالات 2022 فيها. تستضيف الصالة أيضًا المناسبات والفعاليات الغنائية والعروض الشعبية.
في مارس وحتى سبتمبر 2021، وأثناء جائحة فيروس كورونا في السعودية، حُولت الصالة مؤقتًا إلى مركز لتوزيع اللقاحات ضمن الحملة الوطنية للتطعيم ضد فيروس كورونا في السعودية.

## وصلات خارجية
- صفحة الصالة على موقع وزارة الرياضة.